# Angelsaksiske Krønike
Den Angelsaksiske Krønike beretter om begivenheder fra de Britiske Øer til år 1154. Krøniken eksisterer i flere afskrifter (syv forskellige håndskrifter): A1, A², B, C, D, E, F. Krøniken er et glimrende eksempel på annalistisk historieskrivning og har mere karakter af en årbog end af en krønike. Hovedforfateren kendes ikke, men en stor del af de yngste optegnelser menes at være skrevet i klosteret i Peterborough.
Det oprindelige manuskript til Krøniken blev nedskrevet i slutningen af 800-tallet, sandsynligvis i Wessex, under Alfred den Store (regerede 871–899). Indholdet, der inkorporerede kilder der nu er gået tabt helt tilbage fra 600-tallet, er kendt som "Common Stock" i he Chronicle. Der blev fremstillet flere kopier af originalteksten, som blev distribueret ud til klostre i hele England, hvor de blev opdateret, hvilket delvist foregik uafhængigt. Disse manuskriptet bliver samlet kaldt for den Angelsaksiske Krønike. Næsten alt materialer i Krøniken er i form af annaler, listet efter år; det tidligste år der nævnes er år 60 f.v.t. (dateret som Julius Cæsars invasion af Storbritannien). I et enkelt tilfælde blev Krøniken aktivt opdateret indtil 1154.

## Eksterne henvisning
- Den Angelsaksiske Krønike Arkiveret 1. januar 2011 hos  Wayback Machine Originale tekster (angelsaksisk)
- Den Angelsaksiske Krønike Arkiveret 14. oktober 2004 hos  Wayback Machine En engelsk oversættelse på Project Gutenberg (engelsk)
- Den Angelsaksiske Krønike Originale tekster (angelsaksisk) (engelsk)
- Den Angelsaksiske Krønike Arkiveret 14. december 2005 hos  Wayback Machine En engelsk oversættelse (engelsk)
- Den Angelsaksiske Krønike Arkiveret 7. april 2004 hos  Wayback Machine En engelsk oversættelse (engelsk)